# Aneomochtherus hauseri
Aneomochtherus hauseri là một loài ruồi trong họ Asilidae. Aneomochtherus hauseri được Engel miêu tả năm 1927. Loài này phân bố ở vùng Cổ Bắc giới và châu Á.